# Milk and Honey
Milk and Honey (în ebraică: חלב ודבש Chalav U'Dvash) a fost o formație muzicală, compusă din Re'uven Gvitrz, Shmulik Bilu și Yehuda Tamir. Împreună cu Gali Atari ei au câștigat concursul muzical Eurovision 1979 cu piesa Hallelujah (Aleluia). Piesa lor a ajuns pe poziția #5 în UK Singles Chart în aprilie 1979. Shmulik Bilu a murit pe 31 decembrie 2023, la Spitalul Ichilov din Tel Aviv, la vârsta de 71 de ani.